# Ali Larter
Alison Elizabeth "Ali" Larter (Cherry Hill, 28 de febrero de 1976) es una exmodelo y actriz estadounidense. Es conocida fundamentalmente por algunos papeles en serie de televisión y películas enfocadas a un público adolescente, entre los que encontramos Héroes (2006-2010), Varsity Blues (1999), House on Haunted Hill (1999), Destino final (2000), Destino final 2 (2003), Legally Blonde (2001), Resident Evil: Extinction (2007), Resident Evil: Afterlife (2010) y Resident Evil: The Final Chapter (2016).

## Primeros años
Ali Larter nació en Cherry Hill, Nueva Jersey. Fue al Carusi Middle School y al Cherry Hill High School West. Hija de Margaret, ama de casa y Danforth Larter un ejecutivo de transporte. Empezó su carrera como modelo en la renombrada agencia Ford Models a los trece años, este trabajo la obligó a mantenerse viajando. A los 23, se estableció temporalmente en Japón. Un año después, en 1995, acompañó a su novio cuando éste se mudó a Los Ángeles, California, él la dejó, entonces Larter, viajó a Australia para mantener distancia. Poco tiempo después, Larter asistió a clases de actuación.

## Carrera

### Primeros trabajos
En noviembre de 1996 Larter interpretó a la falsa modelo Allegra Coleman en la revista Esquire. Aunque poco después se descubrió el engaño, sus efectos se hicieron notar sobre ella, y fue tentada por varias agencias. Consiguió su primer papel profesional en 1997, en la serie de televisión Chicago Sons. A dicho papel le siguieron otros también en televisión, concretamente en Dawson's Creek, Chicago Hope y Just Shoot Me!.
En 1999 comenzó su carrera como actriz cinematográfica con apariciones en Varsity Blues y la película de horror House on Haunted Hill, donde actuó junto con Geoffrey Rush, Famke Janssen, Taye Diggs y Bridgette Wilson. La película fue un éxito financiero en taquilla. Larter protagonizó Destino final, estrenada en 2000 actuó en la película Legally Blonde, protagonizada por Reese Witherspoon y fue un éxito en crítica como en taquilla, en el mismo año actuó como monologuista en Monólogos de la vagina, en Nueva York. El año siguiente quedó en la posición 40 de las 102 mujeres más sexys de la revista Stuff.
En 2000 una gran y desconocida Ali Larter debutaba en una nueva temática del terror que crearía secuela, llamada Destino final, que fue sin lugar a dudas un gran éxito comercial que sin duda alguna traería consigo su secuela, ya que las críticas fueron positivas y su éxito fue intachable. En 2003, Larter apareció en la secuela Destino final 2, en la película ella no fue la protagonista. Posteriormente, Larter apareció en A Lot Like Love protagonizada por Amanda Peet y Ashton Kutcher.

### Reconocimiento internacional
En 2006, Larter comenzó a protagonizar la famosa serie de televisión Héroes, donde actúa como Niki Sanders y Tracy Strauss, la serie incluye a un elenco formado por Hayden Panettiere, Milo Ventimiglia, Leonard Roberts, Kristen Bell, Masi Oka y Greg Grunberg. Por su actuación, Larter ha sido nominada para un Premio Saturn y para un Scream Adwards, ganó un Teen Choice Awards en 2007. El mismo año apareció junto con la  actriz Milla Jovovich en una de las película de Resident Evil, Resident Evil: Extinction interpretando a Claire Redfield, que fue estrenada a finales de 2007. La producción de la película comenzó en mayo y terminó en julio en México. Larter también figuró en el #6 en la lista Maxim's Hot 100 de 2007.

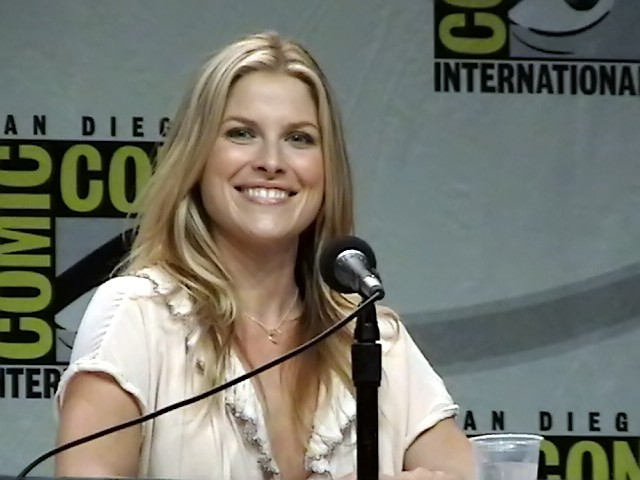
Larter en la Comic-Con de 2007 promocionando Héroes.

Igualmente en 2007, Ali expandió sus fronteras al incursionar en Bollywood con la película Marigold junto a la superestrella del cine indio Salman Khan. En 2008 encarnó a la esposa del músico estadounidense Hank Garland en la película Crazy, de Rick Bieber. Protagonizó, junto con la cantante Beyonce Knowles y el actor Idris Elba, la película Obsessed que fue estrenada en abril de 2009, la película en general recibió comentarios negativos por parte de los críticos, pero fue un gran éxito comercial, que estuvo dos semanas consecutivas en el número uno de las películas más vistas en USA, la filmación de la película tuvo lugar en el verano de 2008. El 22 de septiembre de 2009 se anunció su regreso como Claire Redfield en Resident Evil: Afterlife (2010), dirigida por Paul WS Anderson.

## Vida personal

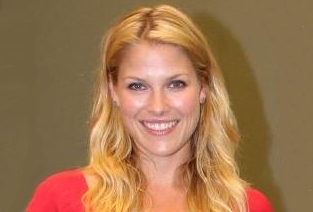
La actriz Ali Larter en la Comic-Con 2006.

Larter es una buena amiga de la actriz Amy Smart, con quien coprotagonizó Varsity Blues (1999). 
Larter también ha vivido en Miami y luego a Nueva York después de la primavera de 2002, donde estudió en Michael Howard Studios. En enero de 2007, se mudó a Los Ángeles para asumir el compromiso de trabajar en Héroes.
El 1 de agosto de 2009 Larter se casó, tras tres años de noviazgo, con el actor Hayes MacArthur, en una pequeña ceremonia en Maine.
La ceremonia se llevó a cabo en la propiedad que la familia del novio tiene en Kennebunkport, Maine, confirmó el representante de Ali. 
La pareja lució a la última moda a su llegada al altar. Larter portó un elegante vestido de la diseñadora Vera Wang con aplicaciones de encaje chantilly, muy usado en la confección española. 
El novio portó un traje de Ralph Lauren con una corbata del mismo diseñador.
En 2010 la revista People anunció que Larter estaba embarazada de su primer hijo. La propia actriz contó que su hijo nació el 20 de diciembre de este mismo año y que lo hizo en condiciones algo dramáticas, "durante las avalanchas de lodo en Los Ángeles", nuestra calle estaba cerrada, pero "cuatro horas después de que los bomberos despejaran el área", tuvo a su hijo Theodore Hayes McArthur. En agosto de 2014, Larter confirmó que ella y MacArthur esperaban su segundo hijo ese invierno. Dio a luz a una niña llamada Vivienne Margaret el 15 de enero de 2015.

## Filmografía

### Cine
| Año  | Título                               | Rol                   | Notas                                                                                                |
| ---- | ------------------------------------ | --------------------- | --- |
| 1999 | House on Haunted Hill                | Jennifer Jenzen       | |
| 1999 | Varsity Blues                        | Darcy Sears           | |
| 1999 | Drive Me Crazy                       | Dulcie                | |
| 1999 | Giving it Up                         | Amber                 | aka Casanova Falling                                                                                 |
| 2000 | Destino final                        | Clear Rivers          | Blockbuster Entertainment Award a la Actriz Favorita - Horror                                        |
| 2001 | American Outlaws                     | Zerelda 'Zee' Mimms   | |
| 2001 | Jay y Bob el Silencioso contraatacan | Chrissy Jensen        | |
| 2001 | Legally Blonde                       | Brooke Taylor Windham | |
| 2003 | Destino final 2                      | Clear Rivers          | Protagonista                                                                                         |
| 2004 | 3-Way                                | Isobel Delarto        | |
| 2005 | Confess                              | Olivia Averill        | |
| 2005 | A Lot Like Love                      | Gina                  | |
| 2007 | Marigold                             | Marigold              | |
| 2007 | Homo Erectus                         | Fardart Fardart       | aka National Lampoon's The Stoned Age                                                                |
| 2007 | Resident Evil: Extinction            | Claire Redfield       | Protagonista                                                                                         |
| 2007 | Crazy                                | Evelyn Garland        | |
| 2009 | Obsessed                             | Lisa Sheridan         | Nominación – Teen Choice Awards por Elección de Película de Redoble (compartido con Beyonce Knowles) |
| 2010 | Resident Evil: Afterlife             | Claire Redfield       | Protagonista                                                                                         |
| 2013 | Lovesick                             | Molly Kingston        | Papel principal                                                                                      |
| 2013 | You're Not You                       | Layla                 | Papel principal                                                                                      |
| 2015 | The Diabolical                       | Madison Garber        | Protagonista                                                                                         |
| 2016 | Pitch                                | Amelia Slater         | Protagonista                                                                                         |
| 2017 | Resident Evil: The Final Chapter     | Claire Redfield       | Protagonista                                                                                         |
| 2021 | The Last Victim                      | Susan Orden           | Protagonista                                                                                         |
| 2022 | The Hater                            | Victoria              | |
| 2023 | The Man in the White Van             | Helen Williams        | |
| 2024 | Spin the Bottle                      | Maura Randell         | Protagonista                                                                                         |

### Series de televisión
| Año       | Título                | Rol                                            | Notas |
| --------- | --------------------- | ---------------------------------------------- | --- |
| 1997      | Suddenly Susan        | Maddie                                         | Episodio: The Ways and Means |
| 1997      | Chicago Sons          | Angela                                         | Episodio: Beauty and the Butt |
| 1998      | Chicago Hope          | Samantha Rotney                                | Episodio: Memento Mori |
| 1998      | Just Shoot Me!        | Karey Burke                                    | Episodio: College or Collagen |
| 1998      | Dawson's Creek        | Kristy Livingstone                             | 2 episodios |
| 2004      | Entourage             | Ella misma                                     | Episodio: Piloto |
| 2006–2010 | Héroes                | Niki Sanders / Jessica Sanders / Tracy Strauss | Teen Choice Awards por Elección de Actriz - Acción y Aventura Gracie Award a la mejor actriz de reparto - Serie dramática Nominación – Premio Saturn a la Mejor Actriz de Reparto en un Programa de Televisión Nominación – Scream Adwards |
| 2012      | The Asset             | Anna King                                      | Piloto no recogido |
| 2013      | "The League"          | Georgia Thompson                               | Episodio: The Credit Card Alert |
| 2014      | Legends               | Crystal McGuire                                | Protagonista (Temporada 1) |
| 2016–2017 | Pitch                 | Amelia Slater                                  | Protagonista |
| 2017      | Curb Your Enthusiasm  | TV Detective #1                                | Episodio: "The Shucker" |
| 2018–2019 | Splitting Up Together | Paige                                          | 3 episodios |
| 2019–2020 | The Rookie            | Grace                                          | 20 episodios (2ª temporada) |
| 2020–2021 | Top Secret Video      | NSA Agent Daniels                              | 3 episodios |
| 2021      | Creepshow             | Pam Spinter                                    | 1 episodio |
| 2024–act. | Landman               | Angela Norris                                  | Personaje principal |